# پائولو ژنووزه
پائولو ژنووزه (به انگلیسی: Paolo Genovese) (زاده ۲۰ اوت ۱۹۶۶) کارگردان و فیلمنامه‌نویس ایتالیایی است.

## زندگی و شغل
پائولو ژنووزه متولد رم است، او پس از فارغ‌التحصیل شدن در رشته اقتصاد و تجارت، کار خود را در مک کان اریکسون شروع کرد و بیش از یکصد آگهی تجاری را کارگردانی کرد و چندین جایزه، به دست آورد.
ژنووزه اولین کارگردانی خود را در سال ۲۰۱۰ با کارگردانی فیلم باند بابا نوئل آغاز کرد. در سال ۲۰۱۶، فیلم او غریبه‌های تمام‌عیار برنده جایزه بهترین فیلمنامه در یک فیلم بین‌المللی در جشنواره فیلم ترایبکا شد و در جایزه دیوید دی دوناتلو برای بهترین فیلم را دریافت کرد.

## فیلم‌شناسی
- یک طلسم ناپلی (۲۰۰۲، با همکاری لوکا مینیریو)
- ببخشید، شما نمی‌توانید رد شوید! (۲۰۰۵، با همکاری لوکا مینیریو)
- دوستان من (۲۰۰۸)
- این شب هنوز هم ماست (۲۰۰۸، با همکاری لوکا مینیریو)
- باند بابا نوئل (۲۰۱۰)
- The Immature (2011)
- The Immature: The Trip (2012)
- یک خانواده کامل (۲۰۱۲)
- Tutta colpa di Freud (2014)
- آیا تا به حال به ماه رسیده‌اید؟ (۲۰۱۵)
- غریبه‌های تمام عیار (۲۰۱۶)
- مکان (۲۰۱۷)